# Podvinci
Podvinci so manjše lokalno urbanizirano središče na Ptujskem polju v Mestni občini Ptuj.
V ribnikih v okolici Podvincev je rastišče redke štirilistnate marsilke (Marsilea quadrifilia). Podvinci so od mesta Ptuj oddaljeni približno 5 km in ležijo ob glavni cesti Ptuj-Juršinci-Murska Sobota. 
Naselje vzdružuje Nogometni klub Podvinci, društvo Korant in prostovoljno gasilsko društvo Podvinci. Tu domuje tudi atlet Kristjan Čeh.